# Michael Schmid (Ruderer)
Michael Schmid (* 2. Januar 1988 in Stans) ist ein Schweizer Leichtgewichts-Ruderer.

## Karriere
Schmid begann 1999 mit dem Rudersport. 2004 nahm er erstmals an Junioren-Weltmeisterschaften teil, erreichte aber mit dem Doppelvierer nur den C-Final. Nach einem achten Platz im Einer 2005 erreichte er 2006 den vierten Platz in dieser Bootsklasse. 2007 trat der Ruderer vom See-Club Luzern erstmals im Ruder-Weltcup an. Bei den U23-Weltmeisterschaften 2007 belegte er mit dem Doppelvierer den neunten Platz. Nach zwei Jahren ohne internationalen Start erreichte er 2010 mit dem Schweizer Doppelvierer den sechsten Platz bei den U23-Weltmeisterschaften. 
2011 ruderte Schmid mit Raphael Jeanneret im Leichtgewichts-Doppelzweier, die beiden belegten den 16. Platz bei den Weltmeisterschaften. 2012 trat er zusammen mit Silvan Zehnder in Luzern zur Olympiaqualifikation an. Die beiden erreichten den sechsten Platz, nur die beiden Erstplatzierten durften in London antreten. Bei den Ruder-Weltmeisterschaften 2012 in den nichtolympischen Bootsklassen belegte Schmid den sechsten Platz im Leichtgewichts-Einer. Er startete auch 2013 in dieser Bootsklasse und belegte den vierten Platz bei den Europameisterschaften. Bei den Weltmeisterschaften 2013 war er wie im Vorjahr Sechster. 2014 gewann er Bronze bei den Europameisterschaften in Belgrad, ebenfalls Bronze erkämpfte er bei den Weltmeisterschaften in Amstelveen. 
Im vorolympischen Jahr 2015 kehrte Schmid in die olympische Bootsklasse Leichtgewichts-Doppelzweier zurück und belegte mit Daniel Wiederkehr den zehnten Platz bei den Weltmeisterschaften, die ersten elf Plätze reichten zur Olympiaqualifikation. In der Olympiasaison 2016 erreichten Schmid und Wiederkehr den siebten Platz bei den Europameisterschaften, im Weltcup belegten sie zweimal den achten Platz. Bei der Olympischen Regatta in Rio de Janeiro erreichten die Schweizer nur den C-Final und kamen letztlich auf den 13. Rang.
2017 trat Schmid wieder im Leichtgewichts-Einer an. Er gewann den Titel bei den Europameisterschaften und belegte den vierten Platz bei den Weltmeisterschaften. 2018 verteidigte er erfolgreich seinen Titel bei den Europameisterschaften. Bei den Weltmeisterschaften gewann er Silber hinter dem Deutschen Jason Osborne.